# Tepelný motor
Tepelný motor je stroj, který přeměňuje část vnitřní energie paliva na mechanickou práci. Účinnost ηmax ideálního tepelného motoru je tím větší, čím vyšší je (termodynamická) teplota ohřívače T1 a nižší teplota chladiče T2 dle vzorce
ηmax = 1 – T2/T1

## Rozdělení

### Motory s vnějším spalováním
Motor s vnějším spalováním je tepelný stroj, který využívá tlakovou energii plynu, získanou spálením paliva, ale vždy mimo tento motor, která v motoru následně vykonává práci. Pracovní látkou může být ohřátý plyn nebo spaliny. U parního stroje a parní turbíny je pracovní látkou pára, získávaná z parního kotle mimo motor. U Stirlingova motoru je pracovní látkou obvykle vzduch.

### Motory s vnitřním spalováním
U těchto motorů probíhá spalování paliva přímo v pracovním prostoru motoru a pracovní látkou je plyn, který hořením paliva vzniká. Pro své vlastnosti se tyto motory prosadily hlavně jako pohonné jednotky dopravních prostředků. Vzhledem k vysokým tlakům a teplotám během spalování, které jsou třeba pro dosažení dobré účinnosti, jsou ovšem také výrazným zdrojem znečištění životního prostředí.